# Sadom Kaewkanjana
Sadom Kaewkanjana, thailändska: สดมภ์ แก้วกาญจนา, född 6 juli 1998, är en thailändsk professionell golfspelare som spelar för Liv Golf och på Asian Tour.
Kaewkanjana har vunnit två Asian-vinster. Hans bästa resultat i majortävlingar är en delad elfte plats vid 2022 års The Open Championship. Kaewkanjana slutade på en delad 13:e plats vid LIV Golf Invitational Boston i LIV Golf Invitational Series 2022, vilket resulterade i att han erhöll 315 000 amerikanska dollar i prispengar.